# American Dream (filme)
American Dream é um filme-documentário cinéma vérité estadunidense de 1990 dirigido e escrito por Barbara Kopple. Venceu o Oscar de melhor documentário de longa-metragem na edição de 1991.